# 高橋優 BEST 2009-2015 『笑う約束』
『高橋優 BEST 2009-2015 『笑う約束』』（たかはしゆう ベスト 2009-2015 わらうやくそく）は、高橋優のメジャー1枚目のベストアルバム。2015年7月22日にワーナーミュージック・ジャパンからリリースされた。

## 概要
高橋優の初のベストアルバム。2015年3月28日に秋田県民会館で開催されたツアー「高橋優LIVE TOUR 2014-2015『今、そこにある明滅と群生』」最終公演で、シングル「明日はきっといい日になる」と共にリリースが発表された。
初回限定版は、2015年3月13日にZepp Tokyoで行われたファンクラブ限定LIVEの映像及び「ドキュメンタリー 2010-2015 『高橋優の笑う約束』」と題した高橋優のメジャーデビューからの5年間の軌跡を収めたドキュメンタリーを収録したDVDが付属している。また、5000個限定で高橋優が唄うフィギュア付目ざまし時計が付属した完全限定版がアスマート及びワーナーミュージック・ダイレクトより発売され、2015年4月5日13::00から4月11日23:59まで予約が受け付けられた。
本作発売時点でのシングルA面曲全てに加え、インディーズも含めたアルバム曲や未発表曲より高橋優自身の手で29曲選曲され、残りの一曲はファン投票により「リーマンズロック」が選ばれた。高橋はベストアルバムでありつつ、最新アルバムにもしたかったため、最新曲も収録したという。
高橋優は選曲の前にタイトルを考え、「自分の名前と同じくらい優しい言葉がいい」と思い、「5年間、僕が音楽でやろうとしてきたことというのは、「いつか一緒に笑い合おう」という約束をすること」だと考え、『笑う約束』という言葉が自然と出てきたという。また、高橋優がメジャーデビューしたのは2010年であるが、インディーズの曲も収録したかったため、インディーズのシングル「こどものうた」やアルバム「僕らの平成ロックンロール」が発売された2009年も含め「2009-2015」とした。
2015年6月10日発売の12thシングル「明日はきっといい日になる」とのW購入キャンペーンが実施され、それぞれに封入されているシリアルコードを2つ集めるともれなく2007年のデビューのきっかけとなった札幌CROSS ROADSでのライブ映像が、専用サイトにて期間限定で視聴可能であった。
2015年8月3日付オリコン週間アルバムチャートにて3位を獲得、また登場回数26回を記録した。これは高橋優のシングル・アルバム通して最高の成績である。

## 収録曲
全作詞・作曲：高橋優

### DISC-1
1. 福笑い （5:27）
  - 編曲：浅田信一

3rdシングルの1曲目。
2. 明日はきっといい日になる （4:52）
  - 編曲：池窪浩一、高橋優

12thシングル。アルバム初収録。
3. BE RIGHT （4:31）
  - 編曲：池窪浩一、高橋優

4thアルバム「今、そこにある明滅と群生」収録曲。
4. 8月6日 （4:57）
  - 編曲：浅田信一

1stシングルのカップリング曲。
5. ボーリング （4:13）
  - 編曲：浅田信一

1stミニアルバム「僕らの平成ロックンロール②」収録曲。
6. 頭ん中そればっかり （3:46）
  - 編曲：浅田信一

インディーズのアルバム「僕らの平成ロックンロール」収録曲。
7. 今を駆け抜けて （4:01）
  - 編曲：池窪浩一、高橋優

北海道アルバイト情報社・求人情報メディア「アルキタ」CM ソング。
「アルキタ」のコンセプトに「その一瞬が、一生を変える」というものがあり、それが高橋優がずっと言わんとしてきたことと類似していたので曲は難なく完成したという。「今を駆け抜けて／今を愛して」という言葉がサビで何回も繰り返される、そこを口ずさんでもらえるよう作成された[3]。
8. 素晴らしき日常 （5:12）
  - 編曲：浅田信一

1stシングル。
9. 旅人 （6:26）
  - 編曲：會田茂一

10thシングルの2曲目。
10. サンドイッチ （3:44）
  - 編曲：浅田信一

1stアルバム「リアルタイム・シンガーソングライター」収録曲。
11. 同じ空の下 （4:25）
  - 編曲：浅田信一、高橋優

9thシングル。
12. パイオニア （4:16）
  - 編曲：池窪浩一、高橋優

10thシングルの1曲目。
13. (Where's)THE SILENT MAJORITY? （3:27）
  - 編曲：BRAHMAN、高橋優

8thシングル。
14. ほんとのきもち （4:56）
  - 編曲：浅田信一 / 弦編曲：岡村美央

2ndシングル。
15. 友へ （4:04）
  - 編曲：浅田信一

インディーズのアルバム「無言の暴力」、「胡坐～agura～」及び「僕らの平成ロックンロール」収録曲。

### DISC-2
1. 未だ見ぬ星座 （5:19）
  - 編曲：池窪浩一、高橋優

横浜DeNAベイスターズ公式ドキュメンタリー『ダグアウトの向こう -今を生きるということ。』主題歌[7]。
高橋優は「ダグアウトの向こう -今を生きるということ。」を見て、野球選手のもつ言い知れぬ危機感を感じ取るとともに膨大な努力と経験の中から誰もまだ信じていない状況を自ら作り出していく姿に感動し、野球選手とアーティストである自らを重ね合わせて楽曲を制作したと述べている[2][3]。
2. こどものうた （5:27）
  - 編曲：浅田信一

インディーズのシングル曲。
3. 駱駝 （5:35）
  - 編曲：浅田信一

インディーズアルバム「胡坐～agura～」及び「僕らの平成ロックンロール」収録曲。
4. リーマンズロック （5:16）
  - 編曲：池窪浩一、高橋優

9thシングル「同じ空の下」の初回限定版に付属しているDVDに収録されている曲で、初CD化。
ファン投票により選ばれた曲である。
諸事情がありシングルには収録されなかったが高橋優の大好きな曲であり、収録曲を選ぶときは話に挙がらなかったが、ファン投票により選ばれたため高橋優は「僕の気持ちは全部ばれてるな」と思ったという[4][5]。上京して最初の頃に、少しお世話になっていたある会社のスタッフの方が仕事を辞める際に高橋優のことを呼び出して、仕社会人の辛さとかお金を稼ぐことの苦しさを語ったことがあり、「俺みたいな奴がゴマンといることを優くん、忘れないでね」と最後に言われた時に、この曲を書こうと思ったと述べている[3]。
5. 陽はまた昇る （4:04）
  - 編曲：浅田信一

7thシングル。
6. 泣ぐ子はいねが （5:17）
  - 編曲：浅田信一

3rdアルバム「BREAK MY SILENCE」収録曲。
7. 誰もいない台所 （6:15）
  - 編曲：浅田信一 / 弦編曲：後藤勇一郎

5thシングル。
8. 少年であれ （5:21）
  - 編曲：浅田信一 / 弦編曲：岡村美央

配信限定シングル。1stアルバム「リアルタイム・シンガーソングライター」に収録された。
9. 靴紐 （5:45）
  - 編曲：浅田信一

1stアルバム「リアルタイム・シンガーソングライター」収録曲。
10. 太陽と花 （4:39）
  - 編曲：池窪浩一、高橋優

11thシングル。
11. 現実という名の怪物と戦う者たち （4:14）
  - 編曲：浅田信一

3rdシングルの2曲目。
12. 花のように （4:50）
  - 編曲：浅田信一

4thシングルのカップリング曲。
13. 誰がために鐘は鳴る （5:08）
  - 編曲：浅田信一 / 弦編曲：十川ともじ

4thシングル。
14. 卒業 （5:42）
  - 編曲：浅田信一 / 弦編曲：十川ともじ

6thシングル。
15. おかえり （5:27）
  - 編曲：池窪浩一、高橋優 / 弦編曲：今野均

東海テレビ制作・フジテレビ系ドラマ「明日もきっと、おいしいご飯～銀のスプーン～」主題歌
ありきたりな言葉だけど、「おかえり」という言葉の尊さ、「ただいま」と言える幸せを歌にしても、何かしらの価値が生まれるんじゃないかなと思い書いた曲だという[3]。

### DVD（初回限定版のみ）
- 高橋優 LIVE TOUR 2014-2015 『今、そこにある明滅と群生』 ファンクラブ限定LIVE at Zepp Tokyo 2015.3.13
  1. 裸の王国
  2. 蝉
  3. BE RIGHT
  4. サンドイッチ
  5. 誰もいない台所
  6. 太陽と花
  7. こどものうた
  8. 現実という名の怪物と戦う者たち
  9. オモクリ監督〜9時過ぎの憂鬱を蹴飛ばして〜
  10. 福笑い
- ドキュメンタリー 2010-2015『高橋優の笑う約束』

## 演奏[8]
Disc 1
- 高橋優
  - Vocal
  - Acoustic Guitar (#2.3.7.9.11.12.13)
- 浅田信一：Guitar & Programming (#1.4.5.6.8.10.11.14.15)
- 古市コータロー (ザ・コレクターズ)：Guitar (#5.8.11.14)
- 石崎光：Guitar (#1)
- 池窪浩一：Guitar (#2.3.7.12)
- 會田茂一：Guitar (#9)
- KOHKI (BRAHMAN)：Guitar (#13)
- TOSHI-LOW (BRAHMAN)：Acoustic Guitar & Chorus (#13)
- 高間有一：Bass (#1.4.5.6.8.11.12.14.15)
- MAKOTO (BRAHMAN)：Bass (#13)
- キタダマキ：Bass (#9)
- 小島剛広：Bass (#2.3.7)
- 吉田佳史 (TRICERATOPS)：Drums (#1-8.11.14.15)
- RONZI (BRAHMAN)：Drums (#13)
- 恒岡章 (Hi-STANDARD)：Drums (#9)
- 河村吉宏：Drums (#12)
- 平畑徹也：Piano (#1-8.10.11.12.14.15)
- 岡村美央、伊勢三木子：Violin (#14)
- 須磨和声：Violin (#2)
- 萩原薫：Viola (#14)
- 徳澤青弦：Cello (#14)

Disc 2
- 高橋優
  - Vocal
  - Acoustic Guitar (#1.6.10.15)
- 浅田信一：Guitar & Programming (#2.3.5.7.9.11.12.13.14)
- 古市コータロー (ザ・コレクターズ)：Guitar (#6.7.9.13.14)
- 中村修司：Guitar (#5)
- 池窪浩一：Guitar (#1.4.10.15)
- 高間有一：Bass (#1.2.3.5.6.7.9.11.12.13.14)
- 小島剛広：Bass (#4.10.15)
- 吉田佳史 (TRICERATOPS)：Drums (#2.3.5.6.7.9.10.12.13)
- ターキー：Drums (#1.11.14)
- DUTTCH (宇頭巻)：Drums (#4.15)
- 平畑徹也：Piano (#1.3-9.11-15)
- 真部裕：Violin (#13.14)
- 藤堂昌彦：Violin (#13.14.15)
- 後藤勇一郎、杉浦清美：Violin (#7)
- 今野均：Violin (#15)
- 室屋光一郎：Viola (#13)
- 生野正樹：Viola (#14.15)
- 御法川雄矢：Viola (#7)
- 笠原あやの：Cello (#8)
- 江口心一：Cello (#13.14)
- 中村潤：Cello (#7)
- 結城貴弘：Cello (#15)